# Les Baux-de-Provence
Les Baux-de-Provence é uma comuna francesa na região administrativa da Provença-Alpes-Costa Azul, no departamento de Bouches-du-Rhône. Estende-se por uma área de 17 km². Em 2010 a comuna tinha 357 habitantes (densidade: 21 hab./km²).
Pertence à rede das As mais belas aldeias de França.